# Свенцицька Еліна Михайлівна
Е́ліна Ми́хайлівна Све́нцицька (нар. 16 липня 1960, м. Самара, СРСР) – український поет, письменник, літературознавець. Член Національної спілки письменників України. Доктор філологічних наук, професор.

## Біографія
Закінчила  філологічний факультет Донецького національного університету.    Викладала на філологічному факультеті цього університету.
Розпочала літературну діяльність 1995 року  збіркою віршів і прози «Из жизни людей». Загалом опубліковано вісім збірок віршів і прози, а також  2 монографії і близько 300 статей. Пише вірші українською мовою, прозу російською. 
В серпні 2014 року залишила свій дім і роботу в м. Донецку, переїхала до м. Києву. Два роки працювала в м. Вінниця, на посаді професора кафедри української мови, теорії та історії української й світової літератури Донецького національного університету імені Василя Стуса . Потім перейшла на посаду професора кафедри слов’янскої філології та журналістики Таврійського національного університету ім. В.І. Вернадського (м. Київ). В березні 2022 року, після повномасштабного вторгнення Росії, виїхала до Італії. Зараз мешкає в м. Анціо.

## Творчість
* Вірші й проза  друкувалися: «ШО» (Київ), «Хрещатик» (Київ), «Collegium» (Київ), «Літературна Україна» (Київ), «Українська літературна газета» (Київ), «Київ» (Київ), «Соти» (Київ), «Радуга» (Київ), «Донбас» (Донецьк), «Дике поле» (Донецьк), «Перевал» (Івано-Франківськ), «Новий світ» (Канада), «Гостиная» (США), «Континент» (США), «Артикль» (Ізраїль), «Слово/Word» (США), «Едіта» (Німеччина)  та ін. 
Збірки:
- Из жизни людей. Донецк: РИП Лебедь, 1995, 150 с.
- Пустельні риби.  Донецк: Юго-Восток, 1999, 60 с.
- Простите меня. Донецк: Кассиопея, 1999, 86 с.
- Білий лікар. Передмова Наталі Мазепи. Київ: Український письменник, 2008, 80 с.
- Проза жизни. Донецк: Донбасс, 2011, 75 с.
- Триада рая. Проза жизни: Повесть и рассказы. Передмова Наталі Мазепи. Київ: Видавничий дім Д. Бурага,2012, 272 с.
- Мои шедевры. Киев, 2016. Каяла 364 с.
- Речі, що лишилися від дому. Передмова Ольги Герасим’юк. Львів: Видавництво Старого Лева, 2018, 108 с.
- Неодноразово брала участь у  «Сакура-фесті», «Книжковому Арсеналі», BookForum у Львові та інших заходах.  Вірші й проза перекладені англійською, польською, російською, датською, литовською, французькою, італійською мовами.

## Відзнаки
- Лауреатка ряду міжнародних та всеукраїнських конкурсів та фестивалів.
- І премія Фестивалю Малої прози в номінації «лірико-оповідна проза» (Москва);
- Премія  Української бібліотеки м. Філадельфія (США);
- Літературна премія «Планета поета» ім. Л. Вишеславського за збірку «Білий лікар»;
- ІІІ місце  на Міжнародному конкурсі короткої прози «Без меж» (Барселона 2017, Одеса 2019);
- Лауреатка IV Міжнародного конкурсу короткого оповідання «Zeitglas-2015»;
- Лауреатка Літературної премії ім. Максиміліана Кірієнка-Волошина (2019).

Деякі публікації
Еліна Свенцицька. Вірші. https://nspu.com.ua/lit-tv/elina-sventsitska-virshi/#google_vignette
Еліна Свенцицька. «В крижинах словника ховається мій шлях». https://poetryage.com.ua/?p=436
Еліна Свенцицька. «горобці посивілі зачекалися на Перемогу». http://maydan.drohobych.net/?p=135635
Еліна Свенцицька : Элина Свенцицкая.  Двоеточие №37, 2021 https://dvoetochie.org/2021/06/18/elina-svencicka/
Еліна Свенцицька. Вірші в часописі «Посестри.Українська і польська література» (№4,2022). https://posestry.eu/zhurnal/no-6/statya/khmari-ydut-nache-bizhenci-ce-chorne-sonce-vignannya
https://posestry.eu/zhurnal/no-6/statya/ya-molyusya-teper-za-vsikh-tikh-khto-v-dorozi
https://posestry.eu/zhurnal/no-3/statya/znovu-derevo
https://posestry.eu/zhurnal/no-4/statya/i-nikhto-ne-stoyav-na-mostu-bezporadnikh-lyudey
Элина Свенцицкая.Мертвое море и другие рассказы. Гостиная. Международный литературно-художественный журнал. №25 2015
https://gostinaya.net/?author=322
Элина Свенцицкая. Человек висит в воздухе. Рассказы. Семь искусств. Наука. Культура. Словесность. 2023 №10
https://7i.7iskusstv.com/y2023/nomer10/svencickaja/
Элина Свенцицкая. Похороны кролика и другие рассказы. Новый Континент.  3.10. 2016. https://nkontinent.com/elina-svenitskaya-pohorony-krolika
Элина Свенцицкая.Четвертая мойра и другие рассказы Слово/ Word №113 2022 https://litbook.ru/article/16500/
Элина Свенцицкая .Крик птицы и другие рассказы. Артикль  56(23) 2023. https://sunround.com/article/?page_id=4864#gsc.tab=0
Элина Свенцицкая.Весеннее обострение. Повесть. Крещатик №98 ноябрь 2022 С. 246-263 https://vtoraya-literatura.com/pdf/khreschatyk_098_2022__izd.pdf
Науковий доробок
Коло наукових інтересів: російська література ХХ сторіччя (особливо межі сторічь), аналіз та інтерпретація літературного твору, специфіка символічного слова, своєрідність мови поезії ХХ сторіччя.
1995 року захистила кандидатську дисертацію «Простір, час і слово в поезії Анни Ахматової» за спеціальністю «російська література».
2006 року захистила докторську дисертацію «Специфіка художнього слова в творчості молодших символістів і сучасні проблеми її вивчення» з двох спеціальностей «теорія літератури» і «російська література». 

## Монографії:
Элина Свенцицкая. Концепции слова и младшие символисты. Монография. Донецк, ДонНУ, 2005. 266 с.
Элина Свенцицкая. Русская литература от Пушкина до современности. Имманентный анализ. Символическое слово Монография.  Саарбрюкен: LAP LAMBERT Academic Publishing, 2012, 360 ст. 

## Статті:
Свенцицкая Э.М..Взаимодействие эстетики и лингвистики в анализе ритмической композиции поэтического произведения .Віршознавчі студії: Збірник наукових праць конференції «Українське віршознавство ХХ – початку ХХІ сторіччя: здобутки й перспективи розвитку». Київ: Видавничий Дім Д. Бураго, 2010. с.17-32.  \ совместно с М.М. Гіршманом
Свенцицкая Э.М. Символическое слово как бытие-общение образа и знака (на материале поэзии Ф. Тютчева, И. Анненского, Вяч. Иванова). Миргород. Подлясская Академия – Донецкий институт социального образования – Лозанский университет, 2010. с. 49-58.
Свенцицкая Э.М. Метафизика слова в творчестве А.Белого: Символ – Логос – Лик// Метафизика в литературе и русской культуре.  Universytet Papieski Jana Pawla II w Krakowie, Wydawnictwo Naukove.  Краков, 2012. с.345- 370
Свенцицкая Э.М. Анализ ритмико-метрической композиции цикла «В Царском Селе» А. Ахматовой . Украинский дольник: Коллективная монография. Под ред. Н.В. Костенко. Киев: Издательский дом Д. Бураго, 2013. с 408-417.
Свенцицкая Э.М. Лик и безумие в поэзии А. Белого . Формы времени и сумасшествия в литературе и в искусстве.  Седльце: Академия Подлясска, 2014.  с.169-183.
Свенцицкая Э.М. Почему А.П.Чехов не написал романа? Toronto Slavic Quarterly, №51, 2015 с.147-152. 
Свенцицька Е.М. Теория литературного произведения М.М. Гиршмана/. Філологічні читання пам’яті М.М. Гіршмана. Матеріали Всеукраїнської наукової конференції 19-20 жовтня 2017 року.  Київ, 2018. с.6 - 12.
Świencicka Elina.Filozofia osobowości w “Sklepach cynamonowych” Brunona Schulza //Planeta Schulz. Międzynarodowy festiwal Brunona  Schulza w Drohobyczu. Polska sztuka ludowa. Instytut Sztuki PAN. Warszawa, 2019, №1-2. s. 258-254
Свенцицкая  Э.М. Драмы объективации:  Вяч. Иванов – М.М. Бахтин - М.М. Гиршман // Вчені записки ТНУ ім. В.І. Вернадського. Серія «Філологія. Соціальні комунікації». Том 31 (70), №3. Київ, 2020, С. 82-86.
Свенцицька Е.М. Аналіз ритмо-метричної композиції циклу Д. Бурлюка «Доитель изнуренных жаб». Віршознавчий семінар: Український акцентний вірш у контексті сучасного некласичного віршування. Київ, Видавничий дім Дмитра Бураго, 2020, С.82-86.
Elina Sventsytsky. M. M. Bakhtin’s Concept of the Word in the Context of Modern Literary Criticism//Bakhtiniana. Revista da Estudos do Discorso. Vol 15, No 4 (2020) Port. 8-28 / Eng. 8-27 / Rus. 8-26.
Элина Свенцицкая. Русскоязычная поэзия Украины: специфика, авторы и современные вызовы. Acta Universitatis Lodziensis Folia Litteraria Rossica . Łódz,Wydawnictwo Uniwersytetu Łódzkiego, №16, 2023, c. 61-80
Членство в редколегіях наукових журналів:
член редколегії наукового збірника статей «Султанівські читання» Прикарпатського національного університету імені Василя Стефаника, Івано-Франківськ;
член редколегії наукового збірника «Вчені записки Таврійського національного університету ім. В.І. Вернадського, Серія «Філологія. Соціальні комунікації»;
член редколегії науково-теоретичного  збірника «Літературознавчі студії» Київського національного університету імені Тараса Шевченка, Інститут філології; 
член редколегії наукового збірника «Актуальні проблеми української літератури і фольклору» Донецького національного університету ім. В. Стуса, Вінниця. 
Протягом 2017 – 2022 років була організатором конференції «Філологічні читання пам’яті М.М. Гіршмана» в рамках «Кримського міжнародного форуму» Інституту філології  Таврійського національного університету імені В.І. Вернадського
Підготувала до друку і видала книгу «”Гармония абсолютна, а дисгармония относительна”. Памяти М.М. Гиршмана». Киев, Издательский дом Дмитрия Бураго, 2016. 184 с.

Інтерв’ю
Донецьк – мій дім і мій біль: письменниця Еліна Свенцицька. https://soundcloud.com/hromadske-radio/0603_elina_svencicka
Владимир Рафеенко. Донецк сейчас — место боли и неуверенности в завтрашнем дне: Элина Свенцицкая. Фокус, 14 марта 2016. https://focus.ua/politics/346900
Юрий Володарский. Элина Свенцицкая: Брутальная девочка ругается и плачет. ШО. №1-2 (111-112) 2015. http://sho.kiev.ua/article-sho/256956
Дарья Куренная. Элина Свенцицкая Душа вдруг зазвучала на украинском. https://www.radiosvoboda.org/a/donbas-realii/29057198.html
Леонід Гольдерг. Еліна Свенцицька: В літературі я існую сама по собі. Інтернет-газета «Майдан», 11.01.2019. http://maydan.drohobych.net/?p=62945
Наталка Кудрик. Народитися в Росії, жити в Україні, знайти прихисток в Італії. Письменниця з Донецька про хитке відчуття дому й поезію під час війни. https://www.radiosvoboda.org/a/ty-iak-poetka-rym-italiia-bizhenka/32897573.html

Основні рецензії
Виктор Дмитриев. Зенон, догоняющий черепаху (О прозе Элины Свенцицкой). https://dmit.okstate.edu/wp-content/uploads/2016/11/Элина-Свенцицкая.pdf
Олег Соловей. Убити не можна лікувати. Олег Соловей. Атоми і порожнеча: рецензії. Луцьк, ПВД «Твердиня», 2012.  
Надія Гаврилюк.  Дім, дим і…сіль. Золота Пектораль, №11, 2018.  https://zolotapektoral.te.ua/дім-дим-і-сіль/  
Уляна Галич. Вірші зі Сходу Еліни Свенцицької. Збруч, №6, 2020. https://zbruc.eu/node/98356
А.С. Чирков. Жизнь на кладбище, или Простуженное человечество. Collegium, Киев, 2021, № 35-36.

Посилання
Еліна Свенцицька. «Ці вірші – це листи з Донецька, який в моєму серці!»
https://starylev.com.ua/news/elina-svencycka-ci-virshi-ce-lysty-z-donecka-yakyy-ye-v-moyemu-serci
Наталка Кудрик. Під час війни зростає інтерес до української поезії в Італії? https://www.radiosvoboda.org/a/pid-chas-viyny-zrostaye-interes-do-ukrayinskoyi-poeziyi-v-italiyi/32159150.html
Вікторія Приседська. Чи потрібна українцям «власна» російська мова?
https://www.bbc.com/ukrainian/features-49022213
Silvia Leuzzi. Elina Sventsytska, scrivere versi per vestire il dolore nudo. https://www.lasepolturadellaletteratura.it/elina-sventsytskapoesie/
Piantare un fiore nella terra bruciata. https://www.maxxi.art/events/piantare-un-fiore-nella-terra-bruciata/
Voices of Ukraine: Elina Sventsytska & Maria Galina. https://faculty.dartmouth.edu/artsandsciences/events/event?event=68371